# 神田朱未
神田 朱未（かんだ あけみ、1978年11月10日 - ）は、日本の女性声優、俳優。声優ユニットのDROPS、Aice5のメンバー。愛知県名古屋市出身。galm所属。
代表作は『ウルトラマニアック』（佐倉仁菜）、『ネギま!?』（神楽坂明日菜）、『ウィッチブレイド』（天羽梨穂子）、『となグラ!』（有坂香月）、『乙女はお姉さまに恋してる』（周防院奏）、『D.C.S.S. 〜ダ・カーポ セカンドシーズン〜』（天枷美春）、『くじびきアンバランス』（秋山時乃）などがある。

## 略歴
子供の時にはモダンダンスをしていた。その中で歌のレッスンがあり、音楽劇のようなものに参加。しかし、歌は全く歌えず、歌の才能はイマイチだった。その頃、漫画、絵本の主人公になりきり、声を出して物語を読むことが好きだったという。2015年時点で、当時の様子を録音していたカセットテープが発掘されたが、童謡の『メリーさんのひつじ』を物語風にしてミュージカル調で歌っていたという。
子供の頃から、母が映画を見せてくれたり、舞台に連れていってもらっていたため、女優になろうと考えていた。小学校5年生の時に『オペラ座の怪人』を観て、「舞台の上に行きたい」と思うようになった。小学校時代の卒業文集には「ミュージカル俳優か、自分で物語を作る絵本作家になりたい」と書いていたという。
高校時代は演劇部に所属。高校在学中に色々なオーディションに応募していたが、大半は書類、水着審査で落選したという。自然な流れで「お芝居やります」と言っていたところ、両親が知り合いに相談し、「知り合いがいるところのほうがいいだろう」、ということで紹介されたのが青二塾だった。カリキュラムは日本舞踊、西洋舞踊、演技だったため、「ここに行けばやりたいことができる」と思い、声優という文字は全く見えずに、名古屋市立山田高等学校卒業後、上京して同塾東京校（19期生）に入塾。
その後、声の仕事をしていくうちに十数年経ち、30歳くらいの時に「お芝居って何なんだろう」ということがわからなくなった。その時に、もう一度やりたいことに立ち返っていた時に、「ああ、舞台に立ちたかったな」と思い、2011年、文学座附属演劇研究所に聴講生として1年間通っていた。
2012年7月20日、会社員の一般男性と入籍したことを、Twitter上で発表。
青二プロダクションに所属していたが、どうしても俳優になろうと2017年4月よりフリー。
その後は、色々舞台を観たり、ワークショップを受けたりしていた。その時に、東京都品川区五反田が好きだったこともり、Googleで「五反田 芝居」で検索し、五反田団主宰の前田司郎のワークショップがアトリエヘリコプターで行われていることを知り、現代口語演劇に触れた。
その後は、青年団系の舞台を見るようになり、そのワークショップの後ぐらいにアトリエヘリコプターで上演された玉田真也主宰の玉田企画の『今が、オールタイムベスト』を見に行っていた。そのチラシの束の中で、映画美学校を開講のチラシで知り、修了公演の担当演出家の名前に玉田の名前があったため、「あ、これはなんか流れが来ている」と思い、「この歳で学校に通うのもなぁ」とギリギリまで迷ったが、締め切り当日に願書を出したという。その公演の時に偶然、前田も同じ日に見ており、「映画美学校、いいんじゃない」と述べており、同学校に通った理由も沢山あるが、玉田の芝居を見て、「この人の演出を受けてみたい」と思ったのが大きかったという
2018年、同学校アクターズ・コース第7期修了。
2023年4月1日、アニモプロデュースに所属した。2024年3月31日、退所。フリーランスとなる。
2025年6月1日、役者やクリエイター仲間と共にに設立した事務所「galm」に所属した。

## 人物
方言は名古屋弁。
アニメ、ゲーム、外画の吹き替えなどを中心に活動している。ラジオパーソナリティ、声優ユニットとして歌手活動も行っている。
声優ユニット「DROPS」「Aice5」のメンバーの1人。イメージカラーは「赤」。自分を動物に例えると信楽焼の狸。好きな食べ物は、茄子。趣味は読書、映画鑑賞、散歩、喫茶店めぐり、不動産情報を見る。特技は日本舞踊、惣菜の作り置き。資格・免許は普通自動車免許。「リオ」という名の猫を飼い溺愛している。愛称は朱ちゃん（あけちゃん）、神ちゃん、神田さん（カンださん）、アケ、かんち（カンチ）、あけみん、あけこなど多数存在するが、本人はあけちゃんと呼ばれることを望んでいる。
堀江由衣と『ウルトラマニアック』で共演し、その関連で「Nina & Ayu」というユニットでCDもリリースしたことをきっかけに堀江と仲良くなり、2人で2004年・2005年と2年連続で沖縄に旅行に行ったりしている。
所属事務所の後輩である野中藍や白石涼子とも以前のラジオ共演（『スタチャ情報発信番組 ホレぼれ。』や『ESアワー ラジヲのおじかん』など）から始まってDROPS・『魔法先生ネギま!』と活動を通して仲がよい。また、過去の共演（『ときめきメモリアル3』）の縁で、皆川純子との繋がりも深い。
薬師丸ひろ子のファン。好きな女優として、平淑恵を挙げている。尊敬する人物として、高峰秀子の名前を挙げている。

### エピソード
アニメ『モンキーターン』では競艇クイーンとレポーターである高橋香子役を演じているが、神田朱未本人も競艇に関してかなりの知識を持っている。何度か地元の競艇場や競艇のイベントガールなどをした経験をしていたと、同じ『モンキーターン』で共演していた城ヶ崎ありさ役の根谷美智子がDVDの特典ムービーで話している。
高校生の時に「ホリプロタレントスカウトキャラバン」のオーディションを受けたが、2次の水着審査で落選したという。

## 出演
太字はメインキャラクター。

### テレビアニメ
2000年
- ヴァンドレッド（ブリッジクルーO）
- ONE PIECE（2000年 - 2024年、女性、アヤコ、サヨ、仇討の女、モチャ）

2001年
- アルジェントソーマ（係員、オペレーター）
- 激闘!クラッシュギアTURBO（華野カオル）
- 新白雪姫伝説プリーティア（淡雪真綿）
- テイルズ オブ エターニア THE ANIMATION（召使い）
- よばれてとびでて!アクビちゃん（中野アカリ）

2002年
- Witch Hunter ROBIN（中山ミノリー）
- キディ・グレイド（トゥインクル）
- 東京ミュウミュウ（いじわるな女生徒）
- プリンセスチュチュ（アリクイ美）

2003年
- ウルトラマニアック（佐倉仁菜 / ニナ・サクレイル）
- クラッシュギアNitro（ビアンカ）
- D.C. 〜ダ・カーポ〜（2003年 - 2005年、天枷美春） - 2シリーズ
- 星のカービィ（村人）

2004年
- エルフェンリート（蔵間の妻）
- 陰陽大戦記（2004年 - 2005年、サクラ、ナズナ、豊穣のネネ）
- くじびきアンバランス（秋山時乃）
- それいけ!ズッコケ三人組（榎本由美子）
- モンキーターン（高橋香子） - 2シリーズ

2005年
- あたしンち（2005年 - 2009年、クミ、エミ、カナ）
- かみちゅ!（とうふちゃん、ちゅーりっぷ、女子A、A美、女子）
- B-伝説! バトルビーダマン 炎魂（キア）
- 魔法先生ネギま!（2005年 - 2007年、神楽坂明日菜） - 2シリーズ
- 焼きたて!!ジャぱん（拝島）

2006年
- 怪 〜ayakashi〜 天守物語（薄）
- ウィッチブレイド（天羽梨穂子）
- 乙女はお姉さまに恋してる（周防院奏）
- 神様家族（神山メメ）
- Canvas2 〜虹色のスケッチ〜（鷺ノ宮藍）
- 銀色のオリンシス（ミスズ）
- 地獄少女 二籠（須崎真帆）
- TOKKO 特公（申道沙也）
- となグラ!（有坂香月）
- 爆球Hit! クラッシュビーダマン（仙堂ナナ）

2007年
- 金色のコルダ〜primo passo〜（柚木雅）
- CLANNAD -クラナド-（2007年 - 2009年、藤林椋） - 2シリーズ
- 獣神演武 -HERO TALES-（頼羅青蓮）
- 神曲奏界ポリフォニカ（アリア）
- ドラえもん（テレビ朝日版第2期）（2007年 - 2017年、クン、OL3、キュー、キャスター、女の子A 他）
- BACCANO! -バッカーノ-（チェスワフ・メイエル）
- BLEACH（久南白）
- ぷるるんっ!しずくちゃん（2007年 - 2008年、マリンちゃん） - 2シリーズ
- ぼくらの（笛吹優）
- もやしもん（2007年 - 2012年、及川葉月） - 2シリーズ

2008年
- 仮面のメイドガイ（シズク）
- かんなぎ（女子生徒）
- 狂乱家族日記（黒サンタ）
- ゲゲゲの鬼太郎（第5作）（2008年 - 2009年、ルナ、真紀、子供、美也子）
- しゅごキャラ!（2008年 - 2009年、畠中まりも、ルル・ド・モルセール） - 2シリーズ
- それいけ!アンパンマン（2008年 - 2024年、ロールケーキちゃん、黒ういろう〈2代目〉）
- ねぎぼうずのあさたろう（およう）
- のらみみ2（サキ）
- はたらキッズ マイハム組（ミーコ）
- バトルスピリッツ 少年突破バシン（2008年 - 2009年、メガネコ）
- モノクローム・ファクター（神崎真央）

2009年
- あにゃまる探偵 キルミンずぅ（2009年 - 2010年、只野フーコ、高柳アカネ、グルミン、中島、塚本カズキ）
- クロスゲーム（月島若葉、滝川あかね）
- ケロロ軍曹（綾瀬かえで）
- 極上!!めちゃモテ委員長（2009年 - 2011年、朝倉理子、寿司） - 2シリーズ
- GA 芸術科アートデザインクラス（芦原ちかこ / あーさん）
- まりあ†ほりっく（2009年 - 2011年、桐奈々美） - 2シリーズ
- メタルファイト ベイブレード（カズキ）

2010年
- SDガンダム三国伝 Brave Battle Warriors（孫尚香ガーベラ）
- 侵略!イカ娘（2010年 - 2011年、少女〈田辺梢〉） - 2シリーズ
- ひめチェン!おとぎちっくアイドル リルぷりっ（ルゥ）
- リタとナントカ（サラヤ）

2011年
- ダンタリアンの書架（ミルドレッド）
- Persona4 the ANIMATION（2011年 - 2014年、堂島菜々子） - 2シリーズ

2012年
- うぽって!!（サイガ〈SAIGA 12K〉）
- AKB0048（2012年 - 2013年、9代目 大島優子） - 2シリーズ
- クレヨンしんちゃん（2012年 - 2016年、店員、お姉さん、おたね、おみつ）
- 戦国コレクション（沖田総司）
- 探検ドリランド（アルビダ）
- バトルスピリッツ ソードアイズ（2012年 - 2013年、アマレロ・ベルジェ、ロン）
- バトルスピリッツ 覇王（ドラゴンアイ / ノラ・ニャオ）
- ハヤテのごとく! CAN'T TAKE MY EYES OFF YOU（ドリー）
- マギ（トーヤ）
- ヨルムンガンド（チナツ）
- リトルバスターズ!（川越令）

2013年
- アイカツ!（舘石アキ）
- 探検ドリランド -1000年の真宝-（香烈姫ヒルデ）
- ミス・モノクローム -The Animation-（2013年 - 2015年、マナ、あけみ、おばあちゃん、女性） - 3シリーズ
- 名探偵コナン（2013年 - 2024年、三沢真央、有村千里、木村阿美）

2014年
- 団地ともお（咲子）
- テンカイナイト（鷲崎セイラン / トリビュトン）
- ドラゴンコレクション（ナビ子）
- みんな集まれ!ファルコム学園（2014年 - 2015年、エステル） - 2シリーズ

2015年
- 俺物語!!（ユーコ）
- それが声優!（劇団さくらんぼマネージャー、鈴のマネージャー、神田朱未）
- 電波教師（北山みなみ）

2016年
- アイカツスターズ!（2016年 - 2018年、響アンナ） - 2シリーズ
- 影鰐-KAGEWANI-承（莉央）
- ちびまる子ちゃん（朋子ちゃん）
- 夏目友人帳 伍（面に憑かれた女祓い人）

2017年
- UQ HOLDER! 〜魔法先生ネギま!2〜（神楽坂明日菜）

2019年
- アイカツオンパレード!（響アンナ）

2021年
- かぎなど（2021年 - 2022年、藤林椋） - 2シリーズ

2022年
- BLEACH 千年血戦篇（2022年 - 2024年、久南白、久南ニコ） - 3シリーズ

2023年
- The Legend of Heroes 閃の軌跡 Northern War（エステル・ブライト）

2024年
- それいけ!アンパンマン（くろういろうまん）
- 名探偵コナン（木村阿美）

### 劇場アニメ
- 激闘!クラッシュギアTURBO カイザバーンの挑戦!（2002年、華野カオル）
- 劇場版 甲虫王者ムシキング グレイテストチャンピオンへの道（2005年、夢野アイ）
- 劇場版クレヨンしんちゃん 超時空!嵐を呼ぶオラの花嫁（2010年、朱未）
- 劇場版 魔法先生ネギま! ANIME FINAL（2011年、神楽坂明日菜）
- 劇場版 アイカツスターズ!（2016年、響アンナ）

### OVA
- ネギま!? 春・夏（2006年、神楽坂明日菜）
- はじめての知育DVDシリーズ ドラえもんといっしょ てあそびいっぱい（2007年、ミヨちゃん）
- 絶対衝激 〜PLATONIC HEART〜（2008年、須磨梓）
- D.C.if 〜ダ・カーポ イフ〜（2008年、天枷美春）
- ないしょのつぼみ（2008年、加藤麗愛）
- 魔法先生ネギま! OVAシリーズ（2008年 - 2009年、神楽坂明日菜） - 2作品
- 英雄伝説 空の軌跡 THE ANIMATION（2011年、エステル・ブライト）
- ショコラの魔法 〜タルトレット 静寂の雨〜（2011年、小橋真琴）※ちゃお2011年8月号付録DVD
- クビキリサイクル 青色サヴァンと戯言遣い（2016年、因原ガゼル[48]）

### Webアニメ
- ブラック・ジャック（2001年、男の子、娘）
- 美少女戦士セーラームーンCrystal（2014年、桜田春菜先生[49]、更科琴乃）
- ようこそジャパリパーク（2018年、アラビアオリックス）

### ゲーム
2000年
- 決戦（コスケ、千姫）
- サモンナイト（フィズ）

2001年
- ときめきメモリアル3 〜約束のあの場所で〜（牧原優紀子）

2003年
- サモンナイト3（アール、ソノラ）
- 零 紅い蝶（天倉澪）
- D.C.P.S. 〜ダ・カーポ〜 プラスシチュエーション（天枷美春、天枷ミハル）
- みんなのGOLF 4（マリ）

2004年
- 青い涙（日々野さえか）
- 蒼のままで……（柚）
- シャイニング・ティアーズ（リュウナ）
- FATAL FRAME II CRIMSON BUTTERFLY DIRECTOR'S CUT（天倉澪）
- BLACK MATRIX00（テリオス・セントギルダ）
- ロックマンX コマンドミッション（ナナ）

2005年
- 旋光の輪舞（リリ・レヴィナス）
- D.C. Four Seasons 〜ダ・カーポ〜 フォーシーズンズ（天枷美春、天枷ミハル）
- テイルズ オブ レジェンディア（ミミー・ブレッド）
- 魔法先生ネギま! 1・2時間目（神楽坂明日菜）

2006年
- 英雄伝説 空の軌跡FC（エステル・ブライト）※PSP版以降
- 英雄伝説 空の軌跡SC（エステル・ブライト）
- 乙女の事情（柳原紬）
- CLANNAD（藤林椋）
- THE ロボットつくろうぜっ! 激闘!ロボットファイト（伊東アイ、草壁サヤ）
- 天外魔境 ZIRIA〜遥かなるジパング〜（月姫）
- ときめきメモリアルONLINE（神田朱未）
- ひめひび -Princess Days-（春村真亜耶）
- 魔法先生ネギま! シリーズ（神楽坂明日菜）
  - 魔法先生ネギま! 課外授業 乙女のドキドキ ビーチサイド
  - ネギま!? 3時間目 恋と魔法と世界樹伝説!
  - ネギま!? 超 麻帆良大戦 かっとイ〜ン☆契約執行でちゃいますぅ

- ルーンファクトリー -新牧場物語-（メロディ）
- レッスルエンジェルス サバイバー（テディキャット堀、野村つばさ）
- ロックマンロックマン（アイスマン）

2007年
- 英雄伝説 空の軌跡 the 3rd（エステル・ブライト）
- とぅいんくる（モモカ）
- ドラゴンシャドウスペル（サラ・セイクリッドハート）
- BLADESTORM 百年戦争（マーガレット）
- ネギま!?  シリーズ（神楽坂明日菜）
  - 4時間目 どりーむたくてぃっく-夢見る乙女はプリンセス-
  - チェックイ〜ン 全員集合! やっぱり温泉来ちゃいましたぁ 超麻帆良大戦チュウ
  - ネオ・パクティオーファイト!!

- Wonderland ONLINE（バネッサ）

2008年
- 暁のアマネカと蒼い巨神（アマネカ・マッハバスター）
- 風のクロノア door to phantomile（ヒューポー）
- CLANNAD FULL VOICE（藤林椋）
- スティールプリンセス〜盗賊皇女〜（デルタ）
- ヴァンテージマスターポータブル（エステル）
- ひめひび -Princess Days- ぽーたぶる（春村真亜耶）
- ペルソナ4（堂島菜々子）
- ルーンファクトリー フロンティア（メロディ）
- レッスルエンジェルス サバイバー2（テディキャット堀、野村つばさ）

2009年
- 仮面のメイドガイ ボヨヨンバトルロワイアル（シズク）
- D.C.I.F. 〜ダ・カーポ〜 イノセントフィナーレ（天枷美春、天枷ミハル）
- バトルスピリッツ 輝石の覇者（メガネコ）
- FRAGILE 〜さよなら月の廃墟〜（アカネ）
- 魔女になる。（ガータ）
- 無双OROCHI Z（三蔵法師）

2010年
- イースvs.空の軌跡 オルタナティブ・サーガ（エステル・ブライト）
- 英雄伝説 零の軌跡（エステル・ブライト）
- Angelic Crest（サマンサ）
- ガンダムネットワークオペレーション3（オペレーター）
- GA 芸術科アートデザインクラス Slapstick WONDER LAND（芦原ちかこ / あーさん）
- 真・三國無双 MULTI RAID 2（三蔵法師）
- D.C.I&II P.S.P 〜ダ・カーポI&II〜 プラスシチュエーション ポータブル（天枷美春）

2011年
- 真・三國無双6（練師）
- 真・三國無双6 Special（練師）
- 真・三國無双6 猛将伝（練師）
- テイルズ オブ ザ ワールド レディアント マイソロジー3（ミミー・ブレッド、ヒーローボイス）
- 無双OROCHI 2（練師、三蔵法師）
- Master of Epic -The ResonanceAge Universe-（ボイスペット エレメンタルシリーズ）

2012年
- 英雄伝説 零の軌跡 Evolution（エステル・ブライト）
- シャイニング・ブレイド（龍那）
- 真・三國無双6 Empires（練師）
- 零 眞紅の蝶（天倉澪）
- ペルソナ4 ザ・ゴールデン（堂島菜々子）
- ペルソナ4 ジ・アルティメット イン マヨナカアリーナ（堂島菜々子）
- 無双OROCHI2 Special（練師、三蔵法師）
- 無双OROCHI2 Hyper（練師、三蔵法師）
- 嫁コレ（エステル・ブライト）

2013年
- カオス ヒーローズ オンライン（メイリール）
- 神次元ゲイム ネプテューヌV（ファルコムちゃん） - DLC追加キャラクター
- ゴッドイーター2（プレイヤーボイス）
- 神撃のバハムート（エミー）
- 真・三國無双7（練師）
- 真・三國無双7 猛将伝（練師）
- スーパーロボット大戦UX（孫尚香ガーベラ）
- スロッターマニアV 絶対衝激II（須磨梓）
- 超次次元ゲイム ネプテューヌRe;Birth1（ファルコムちゃん）
- 無双OROCHI2 Ultimate（練師、三蔵法師）

2014年
- 神次次元ゲイム ネプテューヌRe;Birth3 V CENTURY（ファルコムちゃん）
- 真・三國無双7 Empires（練師）
- 超次次元ゲイム ネプテューヌRe;Birth2 SISTERS GENERATION（ファルコムちゃん）
- ペルソナ4 ジ・アルティマックス ウルトラスープレックスホールド（堂島菜々子）
- 82Hブロッサム（森玉緒）

2015年
- 英雄伝説 空の軌跡 FC Evolution（エステル・ブライト）
- CLOSERS（謎の双子）
- けものフレンズ（アラビアオリックス 他）
- ドラゴンボール ゼノバース（タイムパトローラー）
- ペルソナ4 ダンシング・オールナイト（堂島菜々子）
- ゆるかみ!（白川さと）
- ロボットガールズZ ONLINE（ナル子）

2016年
- アイカツ! フォトonステージ!!（響アンナ）
- サモンナイト6 失われた境界たち（ソノラ）
- ドラゴンボール ゼノバース2（タイムパトローラー）

2017年
- スーパーロボット大戦V（如月千歳）

2018年
- 真・三國無双8（練師）
- 英雄伝説 閃の軌跡IV -THE END OF SAGA-（エステル・ブライト）
- 無双OROCHI 3（練師、三蔵法師）
- ネギマテ UQ HOLDER! 〜魔法先生ネギま!2〜（神楽坂明日菜）
- ペルソナQ2 ニュー シネマ ラビリンス（堂島菜々子）

2019年
- スーパーロボット大戦T（如月千歳）
- D.C.4 〜ダ・カーポ4〜（天枷美春）
- ラングリッサー モバイル（エステル・ブライト）
- キングスレイド（キルツェ）
- ドラガリアロスト（ノエル ）

2020年
- 英雄伝説 創の軌跡（エステル・ブライト）
- Go!Go!5次元GAME ネプテューヌ re★Verse（ファルコムちゃん、ファルコムちゃん（少女ver））

2021年
- 彼女、お借りします ヒロインオールスターズ（神楽坂明日菜）
- 真・三國無双8 Empires（練師）

2022年
- ロックマンX DiVE（ナナ）
- 風のクロノア 1&2アンコール（ヒューポー）

2025年
- グランブルーファンタジー（神楽坂明日菜 ）

### ドラマCD
- 天然女子高物語 ドラマCD feat.Aice5（2006年、三鷹）
- アルトネリコ2 世界に響く少女たちの創造詩 ドラマCD Vol.1 SIDE ルカ（ルゥ）
- イース&空の軌跡vs.ヴァン・ジョー（エステル・ブライト）※イースvs.空の軌跡 オルタナティブ・サーガドラマCD同梱版
- いちばんうしろの大魔王 VOL.2（リリィ白石）
- 英雄伝説 軌跡シリーズ（エステル・ブライト）
  - 英雄伝説 空の軌跡 ドラマCDシリーズ
    - 〜去り行く決意〜
    - 〜繋がる絆〜
    - ヨシュア物語 〜封じられた記憶〜
    - クローゼ物語 〜翼、羽ばたくとき〜
    - 〜ウロボロス・レポート〜
    - 〜AC（アドバンスド・チャプター）〜
    - オリビエ物語 〜未完成の叙事詩〜

  - 零の軌跡 ドラマCDシリーズ
    - プレストーリー -審判の指環-
    - レン物語 〜陽光のぬくもりに抱かれて〜
    - 零の軌跡 第一章 〜神狼たちの午後〜
- EREMENTAR GERAD ドラマCD 第2巻（シャルロ〔シャトン・バド・ウオルスローズ〕）
- お姉ちゃんに命令されて眠れないCD（安藤涼子）
- 陰陽大戦記 スペシャルサウンドトラック 虎の巻（ナズナ）
- BLCD 〜鏡花あやかし秘帖〜 夜叉の恋路（卯辰）
- 学園創世 猫天!（蓮谷小鳥）
  - 学園創世 猫天!&鉄のラインバレル WドラマCD
- 織田信奈の野望（ねね）
- くじびきアンバランス ドラマアルバムvol.1、2 (秋山 時乃）
- CLANNAD -クラナド- Vol.2、4（藤林椋）
  - CLANNAD 光見守る坂道で 第1 - 3巻（藤林椋）
- グラニュ・レイテッドハピネス ドラマCD（ヒナイチ）
- 幸福喫茶3丁目 第1・2巻（高村潤）
- 砂時計（水瀬杏）
- すぱすぱ（水森春奈）
- D.C. 〜ダ・カーポ〜 シリーズ（天枷美春）
  - ラジオCD D.C. 〜ダ・カーポ〜 初音島放送局1 - 4
  - ドラマCD D.C. 〜ダ・カーポ〜 初音島ドラマシアター
  - ドラマCD D.C. 〜ダ・カーポ〜 キャラクターイメージソング VOL.3
  - ラジオCD 初音島放送局S.S. Vol.1
- 断章のグリム ドラマCD ―小人と靴屋―（伊東穂）
- テイルズ オブ レジェンディア voice of character quest1・2（ミミー・ブレッド）
- 天正やおよろず ドラマCD（薙刃）
- となグラ! シリーズ（有坂香月）
- 猫と私の金曜日（愛の母）※単行本第8巻ドラマCD同梱版[81]
- バッカーノ! 1931（チェスワフ・メイエル）
- 花と悪魔（はな）
- まーぶるインスパイア（かのみ）
- 魔法先生ネギま! 1期 - 4期（神楽坂明日菜）
- まりあ†ほりっく（桐奈々美）
- まろまゆ（ツバサ）
- ミツルギ+α ドラマCD（有坂香月）※コミックス+月刊コミックラッシュ2009年3月号全員サービス
- わ!（朝霧美月）

### 吹き替え

#### 映画
- アメリカン・ビューティー（ジェーン・バーナム）※テレビ版
- アルマゲドン（ニューヨークに来た日本人旅行者〈松田聖子〉）
- コール（アビー・ジェニングス〈ダコタ・ファニング〉）
- 先生はあきらめない 〜ロン・クラーク物語〜（英語版）
- ミーン・ガールズ（カレン・スミス〈アマンダ・セイフライド〉）
- ワンス・アポン・ア・タイム・イン・アメリカ（デボラ〈少女時代〉）※DVD版

#### ドラマ
- WITHOUT A TRACE/FBI 失踪者を追え!3 第1話（ケリー）
- 悲しき恋歌（パク・ヘイン〈幼少期〉）
- CSI:マイアミ6 第2話（キャンダス・ウォーカー）

### ビデオ
※ 神田自身が参加する声優ユニットDROPSおよびAice5のイベントについては、それぞれの項を参照のこと。
- ときめきメモリアルスーパーライブDVD
- ときめきメモリアルスーパーライブDVD2
- -2006夏・夢の舞台へ- 8耐に挑む熱き男たち（レポーター）
- もやしもんDVD第2巻　かもされディスク
- 魔法先生ネギま!シリーズ
  - 魔法先生ネギま!麻帆良学園中等部2-A：一学期特典DVD 麻帆良学園中等部2-A：入学式
  - 魔法先生ネギま!麻帆良学園中等部2-A：二学期特典DVD 麻帆良学園中等部2-A：一学期終業式
  - 魔法先生ネギま!麻帆良学園中等部2-A：ホームルーム
  - 魔法先生ネギま! 麻帆良学園 大麻帆良祭
- ネギま!?シリーズ
  - ネギま!? 3-A1学期始業式
  - ネギま!? 3-A2学期始業式
  - ネギま!? Magical X'mas DVD
  - ネギま!? Princess Festival DVD
  - カンださん☆アイぽんのネギまほビデお!? vol.1
  - カンださん☆アイぽんのネギまほビデお!? vol.2
  - ネギpon!? 映像特典

### ラジオ
- 神田朱未のときめきのかけら（AM KOBE：2002年2月6日 - 2002年3月27日）
- ESアワー ラジヲのおじかん（東海ラジオ：2002年4月 - 2003年3月）
- もっと!モット!ときめきメモリアル（文化放送：2002年8月 - 2003年3月）
- ときめきのHR（コナミdbFM：2002年8月 - 2003年3月）
- カンださん☆アイぽんの ネギまほラジお 1学期（アニメイトTV：2004年12月10日 - 2005年4月22日）
- カンださん☆アイぽんの ネギまほラジお 2学期（アニメイトTV：2005年5月6日 - 2005年9月8日）
- カンださん☆アイぽんの ネギまほラジお 3学期（アニメイトTV：2005年10月6日 - 2006年2月2日）
- ウィッチブレイディオ（音泉：2006年4月3日 - 2006年9月18日、全25回）
- 神田朱未のBitter-Sweet Friday（SPACE DiVA、全国コミュニティFM、有線放送：2006年4月21日 - 2008年3月21日、毎月第3金曜日）
- Aice5 In Wonder RADIO（スターチャイルド公式サイト「すたちゃまにあ」：2006年8月21日 - 2007年9月、毎週金曜日）
- カンださん☆アイぽんの ネギまほラジお!?（びっくり・はてな）（アニメイトTV：2006年9月28日 - 2007年4月26日）
- 神田朱未のBitter Sweet Saturday（文化放送：2007年2月3日・10日・17日・24日）
- 聖應女学院放送局（アニメイトTV：2007年7月12日 - 2008年3月27日）
- カンださん☆アイぽんの ネギまほラジお〜ネギら部（仮）（アニメイトTV：2008年8月8日 - 2009年2月20日、不定期更新）
- えどっ娘 天下大変!（キャラアニ：2009年6月5日 -2012年7月1日 ）
- 神田朱未のわたしのすきなこと。（FM AICHI：2009年11月1日 - 2013年3月31日）
- アニたま喫茶 三姉妹。（ラジオ関西：2010年4月2日 - 2012年6月29日）
- エステル&ヨシュアのファルコム空の軌跡ラジオ（公式サイト内、ランティスウェブラジオ：2015年4月24日 - 2016年9月30日[82]）

### ラジオドラマ
- 青山二丁目劇場 ドリーム携帯（榊原美月）
- 花の慶次（2012年、奥村加奈）
- 『Sound Travelogue〜沢木耕太郎、日本を旅する〜』谷崎潤一郎「お国と五平」（FMヨコハマ：2023年11月26日）

### デジタルコミック
- VOMIC 明日泥棒（天堂明日）

### DVD
※ 神田自身が参加する声優ユニットDROPSおよびAice5のDVDについては、それぞれの項を参照のこと。
- Akemi★1/n
- ネギま!? SP（各巻収録の映像特典DVD『ヒミツの特別授業!?』に出演）

### ナレーション
- サルヂエ
- キングコングのあるコトないコト

### CMナレーション
- かんたん たのしい パンづくり こねパン
- コナミ、コナミデジタルエンタテインメント（各種ゲーム・グッズなどの告知）
- 週刊少年マガジン 魔法先生ネギま!（2006年10月度）
- スターチャイルド（CD・OVAなどの告知）
- タカラトミー シュガーバニーズ
- 同和工業（シンデレラ）
- なかよし
- ふしぎなシャワープリンセス
- 愛知ヨーク - ラジオCM
- みずほ証券 - ラジオCM[83]

### 舞台
- オーディオ・シアター・浅見光彦殺人事件（2007年8月、有楽町ホール、天河伝説殺人事件の同時上映の朗読劇） - 詩織 役
- 劇団岸野組公演「森の石松外伝3 〜悪い野郎は…石松だ!?〜」（2007年11月、本多劇場） - お花 役
- 朗読劇『天切り松 闇がたり』（2009年11月） - 白縫花魁 役
- GKDNプロデュース「ナイト・オブ・ザ・リビングヒーロー」（2012年8月、新宿SPACE107）
- タイキマニア『朗読劇 タチヨミ』（2013年 - 2025年）[84]
- Hunkey-Zamy『部屋と僕と弟のはなし』（2015年2月、千本桜ホール） - アカネ 役
- Pal's Sharer『トーマの頃を過ぎても』（2015年4月、中野 ザ・ポケット） - ロミ 役
- 『MARGINAL GONGS』（2016年11月、スパイラルホール） - 女神 役
- ソラリネ。#17『蜘蛛』（2017年3月、新宿眼科画廊） - 女１役
- 『S高原から』（2018年3月、アトリエ春風舎） - 上野 役
- 玉田企画『バカンス』（2018年7月、アトリエヘリコプター） - 明子 役
- 『こどなたち』（2020年2月、遊空間がざびぃ） - 母 役
- 山口ちはるプロデュース『君の顔なんかイモみたい』（2020年12月、下北沢 スターダスト） - カリン 役
- 藤原たまえプロデュース『GIRLS TALK TO THE END vol.4』（2023年11月、OFF OFFシアター）メグミ 役
- 朗読劇 img Reading1『放課後に星はみえるか』（2025年2月21日-24日、CBGKシブゲキ!!）- 三瓶泉 役[85]

### 映画
- 肉まんの味（2018年7月） - 妻 役
- 泥濘む（2019年9月） - ミカ 役
- 距ててて（2022年5月） - ともえ 役
- 4つの出鱈目と幽霊について（2023年12月）[86] - マナミ 役
- Polar Night（2023年12月）[87] - 高坂美里 役
- だんご（2024年7月）
- わたのはらぞこ（2025年公開予定） - 主演・ヨシノ 役[88]

### テレビドラマ
- 0.5の男（2023年5月 - 6月） - モチモチ 役
- ９５ 第8話（2024年5月27日、テレビ東京） - 婦人科医師 役[89]
- 柚木さんちの四兄弟。（2024年6月25日、NHK）

### パチンコ
- CR魔法先生ネギま!（2017年、神楽坂明日菜[90]）

### その他コンテンツ
- 神田朱未のbitter sweet stories（アニカンFREE内の対談コーナー）
- 声優チャット
- ネオロマンス♥ゲームノベル ラブφサミット（主人公〈架橋ゆい〉）
- 美声時計
- 朗読少女 × Falcomヒロインズ エステル・ブライト編（エステル・ブライト）
- 山佐 押忍!! 豪炎高校應援団 響絵瑠（パチスロ）
- 美少女が教える日本史（近現代）（藤原侑李）

## ディスコグラフィ
※ 神田自身が参加する声優ユニットDROPSおよびAice5の楽曲については、それぞれの項を参照のこと。

### ベストアルバム
|     | 発売日        | タイトル            | 規格品番 |
| --- | ------------- | ------------------- | -------- |
| 1st | 2002年11月6日 | 大好き              | KMCA-177 |
| 2nd | 2007年2月28日 | Bitter Sweet Friday | KIZC-7/8 |

### キャラクターソング
- 魔法先生ネギま!シリーズ（神楽坂明日菜 1 - 4期）
  - 出席番号の歌
  - 4月：神楽坂明日菜
  - ハッピー☆マテリアル2月
  - 輝く君へ / Belive（かなかな組）
  - 輝く君へ / ハッピー☆マテリアル（全員）
  - 1学期 / バカップル・まかめちゃ不思議パラダイス
  - 2学期 / ときめきココナッツ・戦え!バカレンジャー
  - 3学期 / 恋せよオトメ
  - Confession
  - 魔法じかけは恋のライバル
  - 1000%SPARKING! / A-LY-YA!
  - 1000%BOX / おはよう!・夢みんなで・らぶ☆センセイション
  - らぶ☆センセイション
  - うたのCD (1)
    - ココロザシ☆成長中
    - マホラ戦隊バカレンジャー
    - 星空レター
    - Let's play with your dream
    - チュパ研の唄〜きっとイルーンヤ〜

  - うたのCD (2)
    - Sugar Memory

  - ベストアルバム
    - Hello Again

  - 恋はPARADEのように
  - ランデヴーは恋の魔力で
  - ふわふるるん☆〜白い魔法〜
  - Happy Horday
  - ハッピー☆マテリアルリターン
  - LOVEドライブ
  - 桜風に約束を－旅立ちの歌－
- ウルトラマニアックシリーズ（佐倉仁菜）
  - 同じ景色
  - 恋して 夢見て KISSして…
- ときめきメモリアル3（牧原 優紀子/本人名義含む）
  - もっと! モット! ときめき2001 / さくらの季節
  - ときめきメモリアル3 はじめまして!
  - ときめきメモリアル3 もえぎの音楽だより 第一集、第三集
  - ときめきメモリアル 伝説の場所へ〜詩織・光・優紀子〜
- 大好き
  1. 朝の光あびて
  2. しずかなしあわせ
  3. Favorite Place
  4. ふたりの誕生日
  5. あきいろセンチ
  6. ねこのうた
  7. 便り
  8. Chance of Love
  9. 元気のレシピ
  10. Blue Star
- BLEACH（久南白）
  - ブリコン 〜BLEACH CONCEPT COVERS〜 2
    - 旅立つキミへ